# Instrumento eléctrico
Un instrumento eléctrico es uno en el cual el uso de aparatos eléctricos determina o afecta el sonido producido por un instrumento. Es también considerado como un instrumento musical amplificado debido a la utilización de un amplificador electrónico del instrumento para proyectar el sonido pretendido como determinado por señales electrónicas del instrumento mecánico. Esto no es lo mismo que un instrumento musical electrónico, lo cual usa una manera enteramente electrónica para crear y controlar el sonido.

## Lista
- Arpa eléctrica
- Bajo eléctrico
- Chapman Stick
- Contrabajo eléctrico
- Daxófono
- Guitarra de tres puentes
- Guitarra eléctrica
- Guitarra electro-acústica
- Guitarra preparada
- Guitarra semiacústica
- Mandolín eléctrico
- Pedal steel guitar
- Piano eléctrico
- Piano Rhodes
- Sitar eléctrico
- Violín eléctrico
- Violoncelo eléctrico
- Batería eléctrica